# 波霍列山
波霍列山（斯洛維尼亞語： 發音：[ˈpóːxɔɾjɛ]），又稱為波霍列地塊，是斯洛文尼亞的山脈，位於該國北部，是南石灰岩山脉的一部分，長50公里、寬30公里，面積超過1,000平方公里，最高點海拔高度1,543米。

## 外部連結
- Pohorje region near Maribor
- Pohorje transmitting site （页面存档备份，存于）